# لوتراكي
لوتراكي: (باليونانية:Λουτράκι)، (بالإنجليزية:Loutraki )، بلدة يونانية ومركز لبلدية لوتراكي-بيراخورا التي تقع في جنوب وسط البلاد وهي تتبع إدارياً لمقاطعة كورينثيا التي تشكل جزءاً من إقليم البيلوبونيز الإداري.

## الموقع والسكان
تقع البلدة على الساحل الشرقي لـخليج كورنث، في ظل جبل غيرانيا المرتفع، والذي يقع إلى الشرق من البلدة، وعلى مسافة 3 كيلومتر فقط إلى الشمال من قناة كورنث.
تبعد البلدة مسافة (4) كيلومتر شمال كورنث عاصمة المقاطعة ومسافة (77) كيلومتر عن أثينا عاصمة اليونان وذلك عبر الطريق السريع E-94.
يبلغ عدد سكان بلدة لوتراكي حوالي (11) ألف نسمة، بينما يبلغ عدد سكان بلدية لوتراكي-بيراخورا حوالي (15) ألف نسمة (التعداد السكاني لعام 2001)، وبالتالي تكون لوتراكي ثاني أكبر بلدة في كورينثيا بعد كورنث عاصمة هذه المقاطعة.

## التسمية والتاريخ
تعني تسمية لوتراكي باللغة اليونانية (الممر المنخفض) .
يعتقد أن لوتراكي الحالية تقع فوق موقع بلدة تعود للعصر الكلاسيكي كانت تدعى ثيرما (Therma) بسبب وفرة المياه المعدنية الحارة فيها، أما التاريخ الحديث للبلدة فيعود للعام 1847 م. وبعد استقلال اليونان الجديد إذ انتشر إعلان في إيطاليا تشير إلى الفوائد الصحية الجمة التي تتميز بها مياه لوتراكي المعدنية، الأمر الذي أدى إلى تدفق المستوطنين إلى البلدة والمناطق المجاورة.
في عام 1928 دمرت لوتراكي بشكل كامل بسبب زلزال عنيف ضرب المنطقة، وبعد ذلك أخذت البلدة تدريجياً باستعادة نموها. بني فيها عام 1995 م. أكبر كازينو في اليونان، وأحد أكبرها في أوروبة.

## السياحة

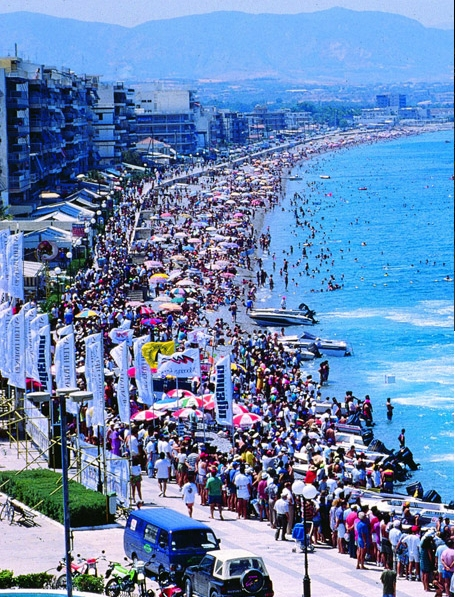
شاطئ البلدة المزدحم صيفاً

يعتمد اقتصاد البلدة بشكل كامل على السياحة، إذ يقصدها في الصيف أعداد كبيرة من السياح تصل إلى (100) ألف سائح ومن أهم عوامل الجذب السياحي فيها هو جودة شواطئها ونقاوة مياه البحر، ينابيع المياه المعدنية الحارة والباردة الموجودة فيها. والبنية التحتية السياحية.
ومن أهم المنشآت السياحية فيها:
- مركز للاستشفاء بالمياه المعدنية الحارة وهو الأكبر في اليونان.
- كازينو لوتراكي: وهو أكبر كازينو ضمن الأراضي اليونانية وقد بني عام 1995.
- مركز أليكساندريو لعقد المؤتمرات واللقاءات الدولية.

هذا بالإضافة إلى الكثير من الفنادق، المنتجعات والفيلات الشاطئية وغيرها.

## متفرقات
- من أهم معالم لوتراكي التاريخية والدينية هي فيلا رومانية قديمة، تقع على حدود البلدة الحالية، وكاتدرائية آغيوس يوانيس بابتيسيس (يوحنا المعمدان).
- أهم نادي رياضي في المدينة هو أولمبياكوس لوتراكيس، بالإضافة إلى نادي باو لوتراكي.
- تعتبر المياه المعدنية المعبئة في البلدة والتي تحمل نفس الاسم (لوتراكي) واحدة من أكثر العلامات التجارية شعبية في البلاد.

## وصلات خارجية
- موقع المدينة الرسمي